# Моравка
Моравка е село в Североизточна България. То се намира в община Антоново, област Търговище.

## История
Селото носи името Кара дърлъ до неговото преименуване на 14 декември 1934 г.
1. ↑  www.grao.bg